# Polska Marynarka Handlowa

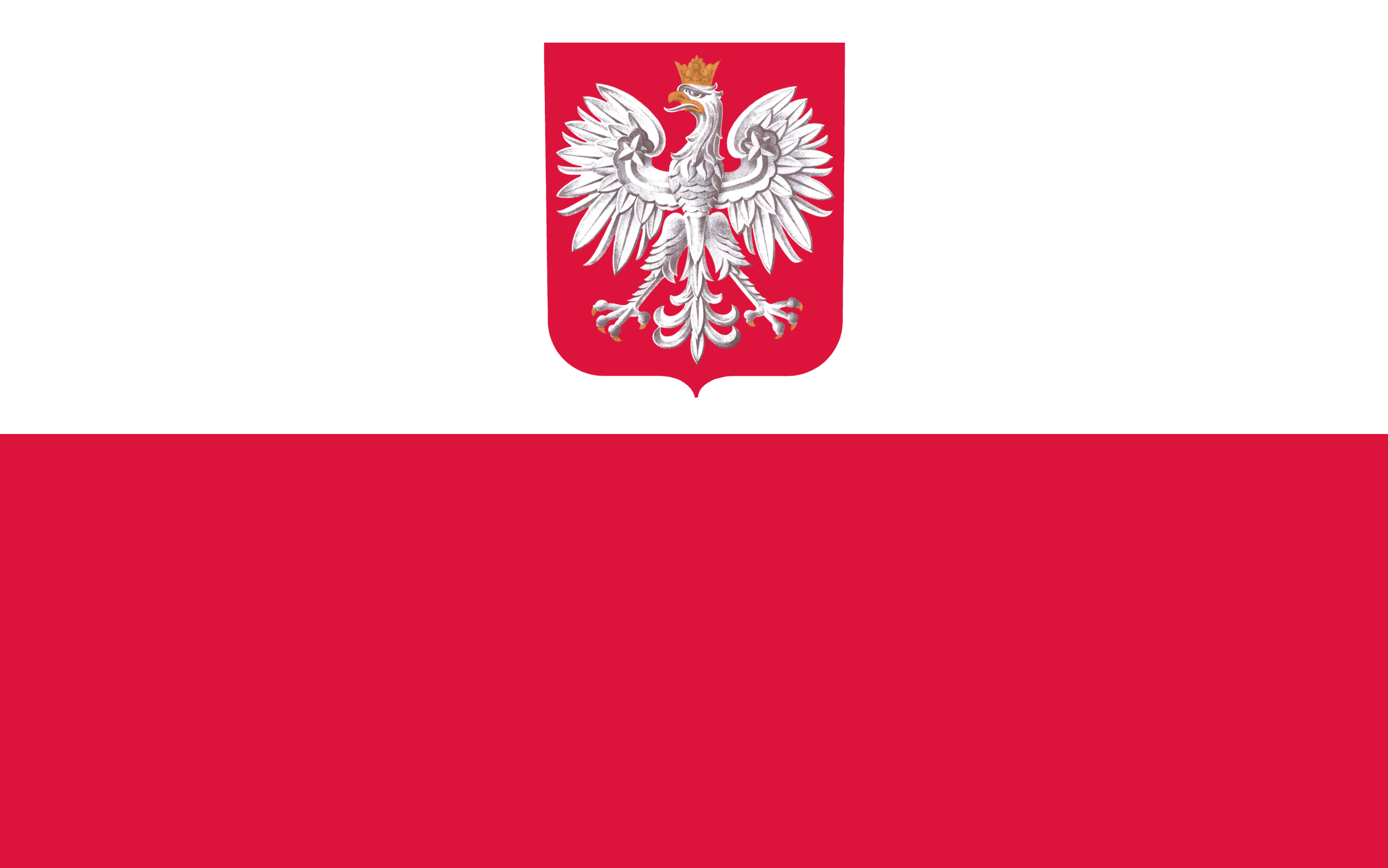
Obecna bandera Polskiej Marynarki Handlowej

Polska Marynarka Handlowa (PMH) – określenie polskiej marynarki handlowej (cywilnej).

## Historia
W dniu zaślubin Polski z morzem (10 lutego 1920) w Rewie na dziesięciu szkutach wciągnięto polskie bandery, flota ta tworzyła zalążek Polskiej Marynarki Handlowej.
17 czerwca 1920 roku podpisano akt utworzenia Szkoły Morskiej w Tczewie, jej uroczyste otwarcie nastąpiło 8 grudnia tego samego roku. Głównym organizatorem tej placówki był Antoni Garnuszewski, który przez pierwsze 10 lat był jej dyrektorem. Kadra szkoły wywodziła się głównie z marynarek zaborców i w swej pionierskiej działalności edukacyjnej musiała przezwyciężyć szereg niedogodności, jak np. brak polskojęzycznych podręczników, czy nawet polskiej terminologii. Pierwszym polskim statkiem szkolnym był bark Lwów, jego komendantem został kapitan Tadeusz Ziółkowski. Lwów w czasie rejsów szkoleniowych przewoził także ładunki i w ten sposób zasilał szkolną kasę. Ostatnim komendantem Lwowa był Konstanty Maciejewicz. Poważnym problemem szkoły w tamtym okresie był brak pracy dla jej absolwentów, gdyż polska flota handlowa znajdowała się wówczas na etapie tworzenia.
W czasie pierwszej dekady istnienia szkoły powstały port w Gdyni oraz samo miasto, dumnie nazywane „polskim oknem na świat”. W 1930 roku przeniesiono tam siedzibę Szkoły Morskiej. W tym też czasie Lwów został zastąpiony fregatą Dar Pomorza, a jego pierwszym komendantem został kapitan Konstanty Maciejewicz.

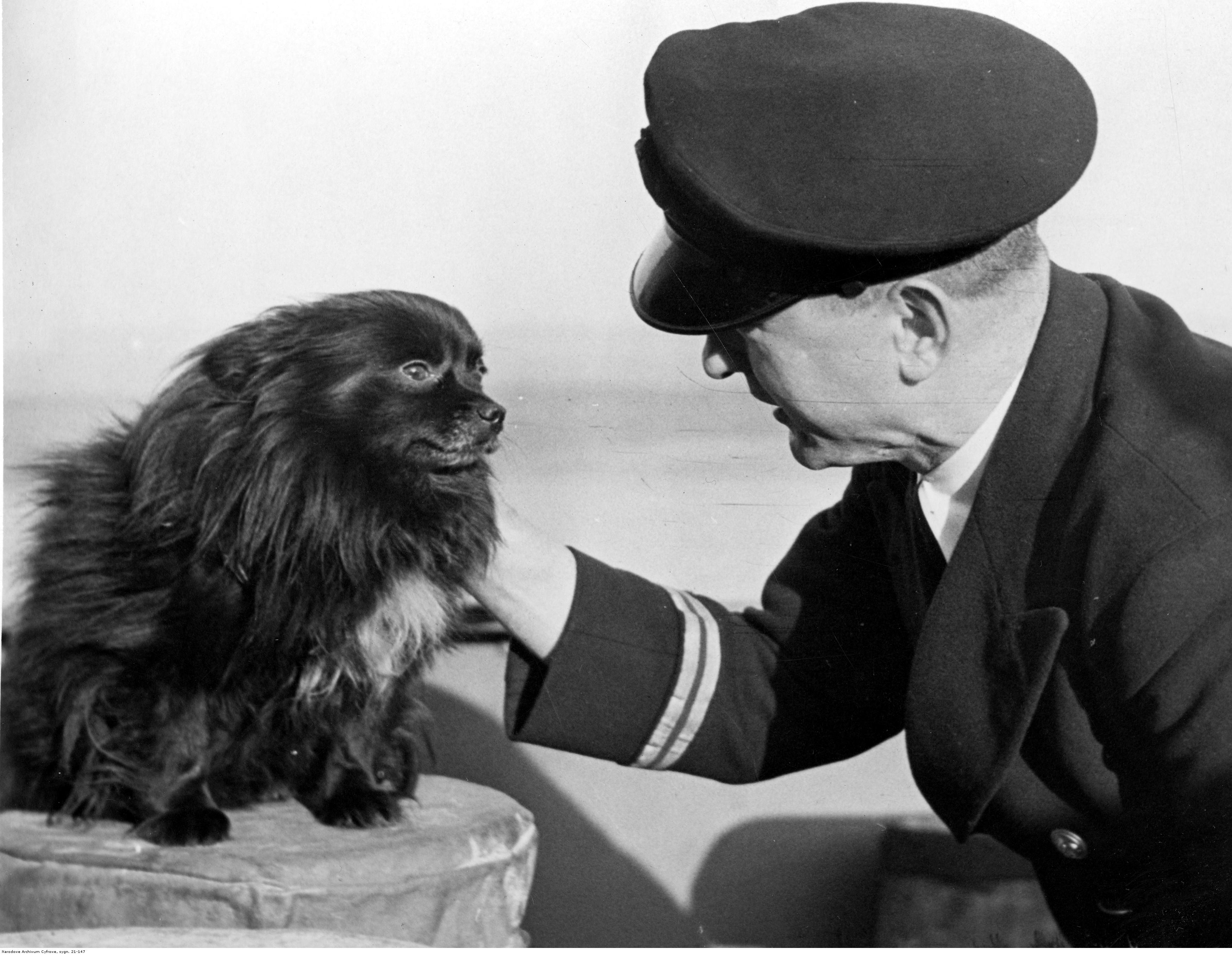
Oficer Polskiej Marynarki Handlowej i pies, lata 40. XX wieku

Przed wybuchem wojny w 1939 roku, polskie władze zdecydowały się zapobiegliwie większą część polskiej floty handlowej wyprowadzić poza Bałtyk. W czasie wojny polskie statki z Polakami na pokładach pływały w konwojach na całym świecie. Kształcenie kadry morskiej trwało także w czasie wojny, ale odbywało się poza granicami Polski, np. w Southampton (od 1940 roku).
W okresie PRL-u i obecnie III RP odpowiednikiem PMH była/jest Polska Żegluga Morska (PŻM).